# وزارة المالية (الإمارات العربية المتحدة)
وزارة المالية هي وزارة في الحكومة الاتحادية لدولة الإمارات العربية المتحدة، نأسست بموجب المرسوم الاتحادي رقم (2) لعام 1971، مسؤولة عن المالية العامة. تهدف الوزارة إلى تعزيز التخطيط المالي والاستدامة المالية للحكومة الاتحادية لدولة الإمارات العربية المتحدة. يقع مقر الوزارة في أبو ظبي ودبي. وتضم خمسة قطاعات رئيسية وهي قطاع الميزانية والإايرادات الحكومية، وقطاع التشريعات الضريبية، وقطاع الإدارة المالية الحكومية، وقطاع العلاقات المالية الدولية، وقطاع الخدمات المساندة.

## أهداف الوزارة
تهدف وزارة المالية في دولة الإمارات العربية المتحدة إلى تحقيق مايلي:
- تعزيز استدامة المالية العامة وتعزيز التخطيط المالي للحكومة الإتحادية في دولة الإمارات.
- رفع فعالية وكفاءة تنفيذ الميزانية وإدارة المركز المالي والتدفقات النقدية لحكومة الإمارات.
- متابعة المصالح المالية لدولة الإمارات على الصعيد الدولي.
- تعزيز تنافسية دولة الإمارات العربية المتحدة على الصعيد المالي والاقتصادي.
- تعزيز الكفاءة والجودة في تقديم الخدمات المؤسسية، وترسيخ ثقافة الابتكار في بيئة العمل.

## قائمة الوزراء
| # | شاغل المنصب            | بداية المنصب   | نهاية المنصب      | رئيس مجلس الوزراء                            |
| - | ---------------------- | -------------- | ----------------- | -------------------------------------------- |
| 1 | حمدان بن راشد آل مكتوم | 9 ديسمبر 1971  | 24 مارس 2021      | مكتوم بن راشد آل مكتوم محمد بن راشد آل مكتوم |
| 2 | عبيد حميد الطاير       | مارس 2021      | سبتمبر 2021       | محمد بن راشد آل مكتوم                        |
| 3 | مكتوم بن محمد آل مكتوم | 25 سبتمبر 2021 | شاغل المنصب حاليا | محمد بن راشد آل مكتوم                        |

## وصلات خارجية
- (بالإنجليزي)